# Wybrzeże Diamentowe

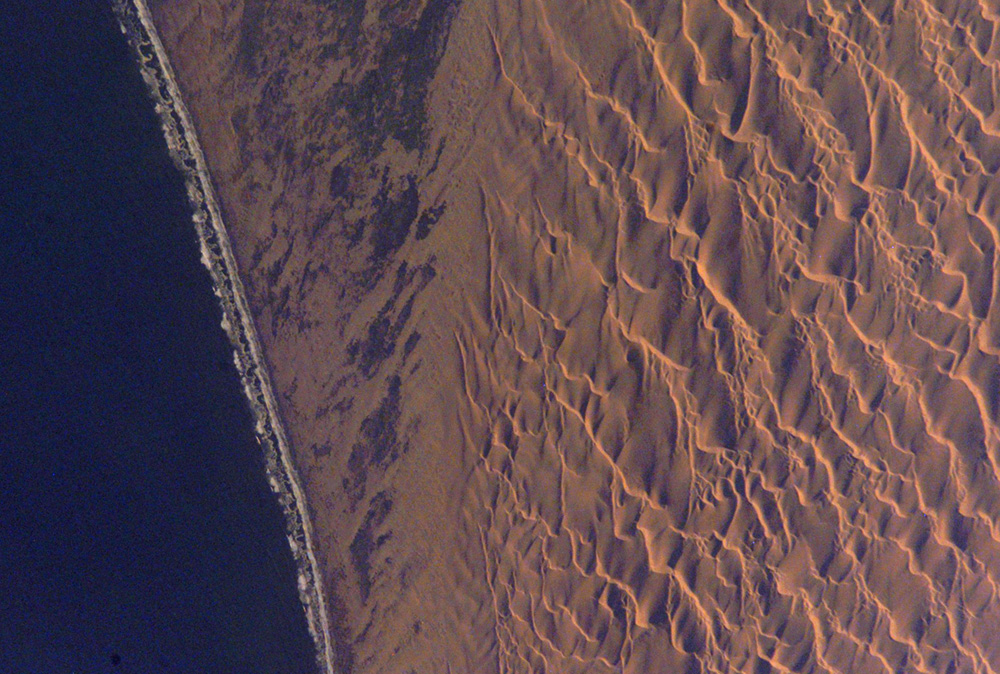
Zatoka Conception na Diamentowym Wybrzeżu

Wybrzeże Diamentowe (ang. Diamond Coast) – odcinek wybrzeża Oceanu Atlantyckiego w prowincji !Karas w Namibii, rozciągający się od Walvis Bay na północy aż po granicę z Republiką Południowej Afryki na południu. Wchodzi w skład Parku Narodowego Namib-Naukluft. Jest to jedno z dwóch (obok Wybrzeża Szkieletowego) nazwanych wybrzeży w Namibii. Jest to popularny cel turystyczny w tym kraju.

## Miasta
Na Wybrzeżu Diamentowym położone jest miasto Lüderitz oraz opuszczone miasto Kolmanskop.

## Nazwa
Wybrzeże Diamentowe zostało tak nazwane dlatego, że kiedyś było źródłem najbogatszych złóż diamentów na świecie. W 2002 roku zawieszono tam działalność górniczą ze względu na jej nieopłacalność ekonomiczną i odkrycie innych, bogatszych złóż diamentów.